# Adolf Sandberger

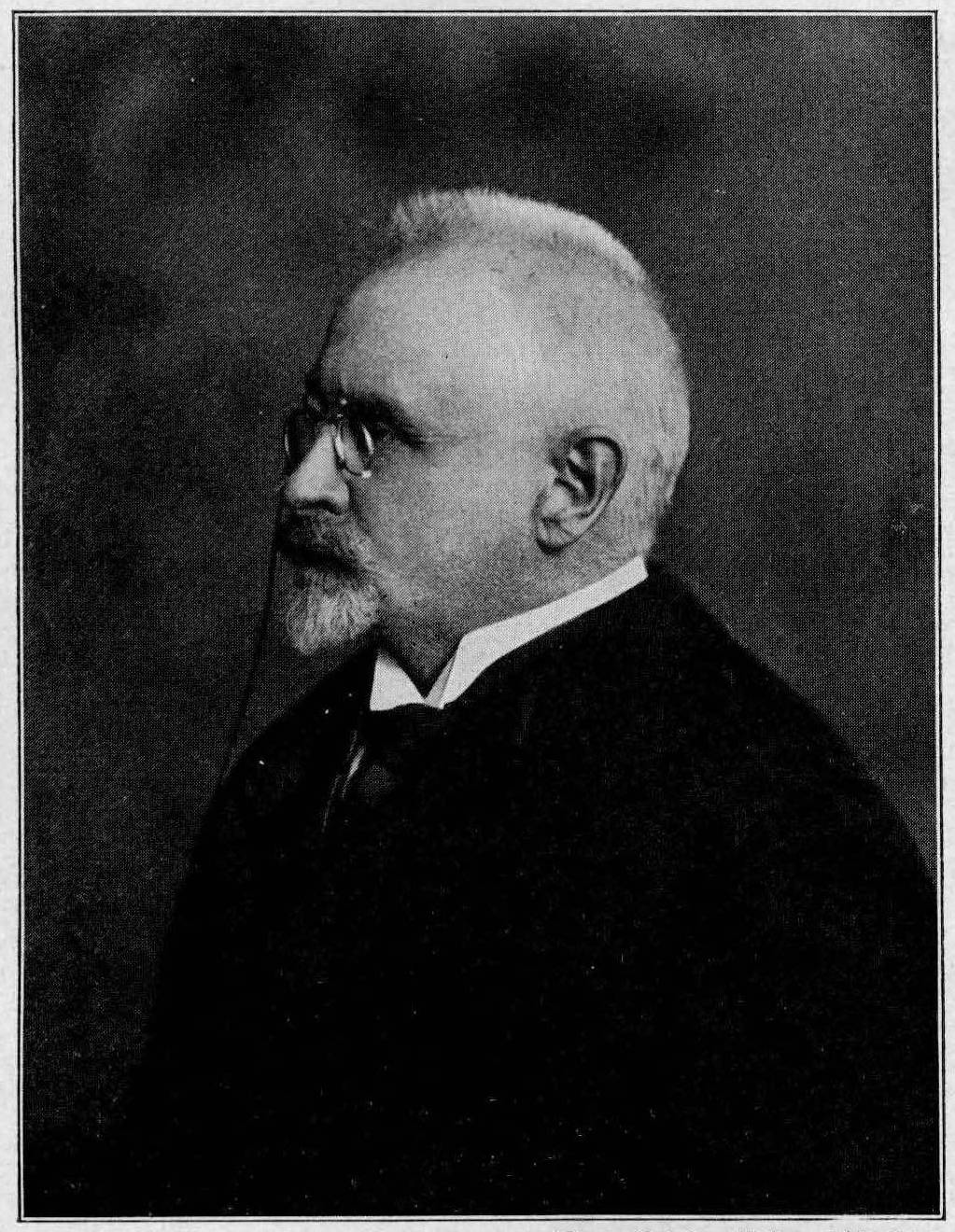
Adolf Sandberger, ca. 1934

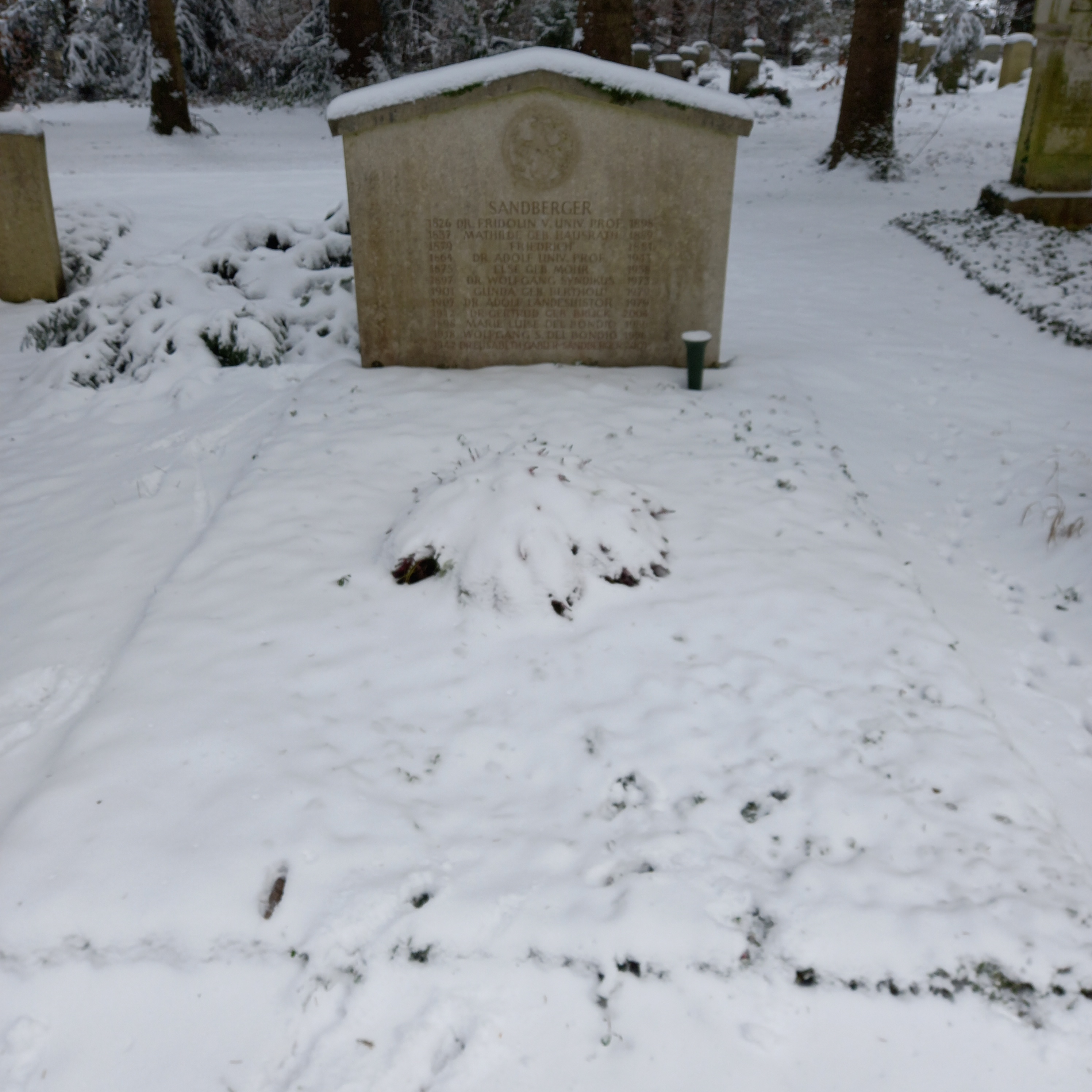
Das Grab von Adolf Sandberger und seiner Ehefrau Elisabeth (Else) geborene Mohr im Familiengrab auf dem Waldfriedhof (München)

Adolf Wilhelm August Sandberger (* 19. Dezember 1864 in Würzburg; † 14. Januar 1943 in München) war ein deutscher Musikwissenschaftler und Komponist sowie Geheimrat.

## Leben
Der Sohn des Geologen Fridolin Sandberger war in Würzburg Kompositionsschüler von Max Meyer-Olbersleben und studierte dann Komposition in München bei Josef Rheinberger. Darauf nahm er an der Friedrich-Wilhelms-Universität Berlin Kurse in Musikwissenschaft bei Philipp Spitta und wurde 1887 mit einer Arbeit über Peter Cornelius promoviert. Während seines Studiums wurde er Mitglied des AGV München.
Ab 1889 war Konservator an der Bayerischen Staatsbibliothek in München, 1894 habilitierte er sich und lehrte zunächst als Privatdozent, ab 1900 dann als Professor Musikgeschichte an der Ludwig-Maximilians-Universität. Er war Gründer der Gesellschaft zur Herausgabe von Denkmälern der Tonkunst in Bayern, die die achtunddreißigbändige Reihe Denkmäler der Tonkunst in Bayern publizierte, und leitete die Gesellschaft bis 1932. Außerdem gab er zwischen 1894 und 1927 die Werke Orlando di Lassos und von 1924 bis 1942 das Neue Beethoven-Jahrbuch heraus.
Sandberger war Lehrer von Alfred Einstein, Werner Egk, Felix Raabe, Hans von Benda, Eugen Schmitz, Leo Schrade und Heinrich Strobel. Neben Orchesterwerken und Opern komponierte er Kammermusik, Klavierstücke und Lieder.
Sein Nachfolger in München war Rudolf von Ficker.

## Kritik
In dem 1930 erschienenen Aufsatz Der Vollbart als Harfe verreißt Ernst Bloch Sandbergers Aufsatz Das Erbe Beethovens – Ein Hort deutscher Kultur, ein Titel, laut Bloch, „gestelzt und zugleich abgestanden, kurz, völlig verlogen“. Für Bloch steht Sandbergers Text beispielhaft für „Lokalanzeigersprache auf neubayrischem Boden; sie hat die wirkliche Kultur, die München einmal hatte, ausgerottet.“

## Auszeichnungen
- 1902: außerordentliches Mitglied der Bayerischen Akademie der Wissenschaften[3]
- 1909: Ernennung zum Geheimen Regierungsrat
- 1912: ordentliches Mitglied der Bayerischen Akademie der Wissenschaften
- 1927: Ehrenmitglied des Beethoven-Hauses Bonn
- 1934: Stadtplakette der Stadt Würzburg in Bronze (anlässlich seines 70. Geburtstages)
- 1939: Stadtplakette der Stadt Würzburg in Silber (anlässlich seines 75. Geburtstages)[4]
- 1939: Goethe-Medaille für Kunst und Wissenschaft

## Werke

### Kompositionen
- Trio-Sonate in C-moll für Violine, Viola und Klavier, Op. 4
- Waldmorgen, Chorwerk
- Schauspiel-Ouvertüre
- Violinsonate
- Ludwig der Springer, Oper
- Riccio, Ouvertüre
- Viola, sinfonische Dichtung
- Sechs Lieder für eine Singstimme mit Pianofortebegleitung
- Klaviertrio
- Königs-Marsch
- Fünf Lieder und Gesänge für hohe Stimme mit Klavierbegleitung

### Schriften
- Leben und Werk des Dichtermusikers Peter Cornelius (1887) [Digitalisat]
- Beiträge zur Geschichte der bayerischen Hofkapelle unter Orlando di Lasso, 2 Bände (1894/95) [Digitalisat Band 1] [Digitalisat Band 3.1]
- Ausgewählte Aufsätze zur Musikgeschichte, 2 Bände (1921–1924)
- Orlando di Lasso und die geistigen Strömungen seiner Zeit (1926)

## Dokumente
Briefe von Adolf Sandberger befinden sich im Bestand des Leipziger Musikverlages C.F. Peters im Staatsarchiv Leipzig.